# Parker i London
Der findes en lang række Parker i London, England.
Grønne områder i det Centrale London består af fem af hovedstadens otte kongelige parker, der er suppleret af mange små garden squares der er spredt rundt i hele byen. Åbne områder i restne af regionen bliver domineret af de tre øvrige Royal Parks og mange andre parker og åbne områder i varierende størrelse, der primært bliver drevet af de lokale London boroughs, selvom nogle er inkluderet i National Trust og City of London Corporation.
London består af 40% offentlige grønne områder, inklusive 3.000 parker der drækker over 141.000 ha.

## Royal Parks
Midtpunktet i Greater Londons parksystemer er otte Royal Parks, der dækker 1.976 ha. som er tidligere kongelige jagtområder, der nu er åbne for offentligheden.
- Richmond Park 955 hectares (2.360 acres)[4]
- Bushy Park 445 hectares (1.100 acres)[5]
- Regent's Park 166 hectares (410 acres)[6]
- Hyde Park 140 hectares (350 acres)[7]
- Kensington Gardens 107 hectares (260 acres)[8]
- Greenwich Park 74 hectares (180 acres)[9]
- St James's Park 23 hectares (57 acres)[10]
- Green Park 16 hectares (40 acres)[11]

## Garden squares
Mange af de mindre grønne områder i det centrale London er garden squares, der blev bygget til privat brug af beboerne i fine områder, men i nogle tilfælde er disse parker åbne for offentligheden. Blandt de mere kendte eksempler er Russell Square i Bloomsbury, Lincoln's Inn Fields i Holborn og Soho Square i Soho.
Royal Borough of Kensington and Chelsea indeholder over 100 garden squares der kun må bruges af beboerne omkring dem. Vedligehold af mange af disse områder (kaldet Crescents, Gardens, Place) betales som en afgift oven på beboernes council tax.

## Council parks
Udover disse områder er der et stort antal council-ejede parker der blev udviklet og anlagt fra midten af 1800-tallet og anden verdenskrig.
London Borough of Tower Hamlets
- Victoria Park 86.18 ha (213 acres),[13]

London Borough of Wandsworth
- Battersea Park 83 ha (205 acres).[14]

London Borough of Lewisham
- Beckenham Place Park 96 hectares

London Borough of Bromley
- Crystal Palace Park, South London 80 ha (200 acres)

Lambeth Council
- Brockwell Park 51 ha (126 acres)[15]

London Borough of Haringey
- Alexandra Park 80 ha (197.68 acres)

- Tottenham Parks

- Bruce Castle park, Tottenhams ældste park
- Lordship Recreation Ground
- Tottenham Marshes
- Tottenham Cemetery har parkområde
- Downhills Park
- Chestnuts Park
- Down Lane Park, metropolitan park siden 1907 med fodboldbaner, tennisbaner, legeplads, udendørs fitness, BMX-bane
- Markfield Park
- The Green (Tottenham)
- Brunswick Road Open Space
- Chapman's Green

- City of Westminster

- Grosvenor Square

## Andre grønne områder
| Navn                         | Hektar | Acres  |
| ---------------------------- | ------ | ------ |
| Thames Chase                 | 9,842  | 24,320 |
| Epping Forest                | 2,476  | 6,118  |
| Wildspace Conservation Park  | 645    | 1,593  |
| Wimbledon Common             | 460    | 1,136  |
| Hampstead Heath              | 320    | 790    |
| Walthamstow Wetlands         | 211    | 520    |
| Mitcham Common               | 182    | 450    |
| Trent Park                   | 169    | 418    |
| Hainault Forest Country Park | 136    | 336    |
| Clapham Common               | 89     | 220    |
| Wormwood Scrubs              | 80     | 200    |
| Wandsworth Common            | 73     | 180    |
| Gunnersbury Park             | 72     | 178    |
| Tooting Bec Common           | 62     | 152    |
| South Norwood Country Park   | 47     | 116    |